# Isla Colina
La isla Colina (en inglés: Hill Island) es una de las islas Malvinas. Se encuentra al oeste de la isla Gran Malvina, más precisamente al norte de la isla San José, al sur de la isla Barclay y la isla de la Plata, en la bahía de la Plata.